# 呉頌皋
呉 頌皋（ご しょうこう）は、中華民国の政治家・法学者・政治学者。南京国民政府（汪兆銘政権）の要人となった。

## 事跡
上海の復旦大学卒業後、フランスに留学してパリ大学法科で学ぶ。卒業後はイギリスに移り、ロンドン大学で研究員をつとめた。帰国後は復旦大学法学院院長、国立中央大学法学院副教授、国立中央政治学校外交系教授と歴任した。
1932年（民国21年）7月、国民政府行政院参事となる。翌年11月、外交部参事に異動した。1935年（民国24年）7月、外交部国際司司長兼中央政治会議外交組秘書に任じられた。また、雑誌『外交評論』総編輯、中国政治学会幹事もつとめた。
後に汪兆銘（汪精衛）に合流し、その指導下で中国国民党中央執行委員会委員、中央政治会議秘書に任じられた。1942年（民国31年）7月、南京国民政府の外交専門委員会主任委員兼司法行政部次長に任命されている。翌年3月、漢口日本租界接収委員、4月、フランス専管租界接収委員、5月、天津フランス専管租界接収委員と歴任した。
1944年（民国33年）4月、上海市政府秘書長に任命される。翌月には上海市保甲委員会委員長も兼任した。翌年1月、司法行政部部長に昇進した。さらに、各国在華治外法権撤廃委員会副委員長も兼任している。
日本敗北直後の8月17日、周仏海の配下である税警局隊長・周鎬率いる南京国民政府税警団の一部が、南京の中央儲備銀行総部の建物を占拠し、南京国民政府軍の武装解除と政府要員の逮捕を開始した（周鎬事件）。このとき、呉頌皋も税警団に逮捕されてしまったが、支那派遣軍総参謀副長今井武夫が周鎬を説得したことにより、釈放された。しかし9月8日に、今度は蔣介石の国民政府により漢奸として逮捕され、後の裁判で無期懲役の判決を受けた。
中華人民共和国成立後もそのまま継続して収監され、1953年、獄死した。享年56。著書に『治外法権』、『欧州外交史』などがある。

## 注
1. ↑  劉傑『漢奸裁判』、156-157頁。